# Emberbolha
Az emberbolha (Pulex irritans) a rovarok (Insecta) osztályának a bolhák (Siphonaptera) rendjébe, ezen belül a Pulicidae családjába tartozó faj. Nevével ellentétben széles spektrumú parazita.

## Előfordulása
Az emberbolha világszerte előfordul. A civilizált államokban az emberbolha már ritka. A meleg éghajlatú országokban helyenként még igen gyakori.

## Megjelenése
Az emberbolha hímje 2-2,5, míg a nőstény 2,5-3,5 milliméter hosszú, szárnyatlan rovar. Teste oldalról erősen lapított, szájszervei szúrásra és szívásra alkalmasak. A harmadik lábpár ugráshoz alkalmazkodott, de nem a comb, hanem a csípő fejlődött igen erőssé. A lábak két karomban  végződnek, ezekkel kapaszkodik meg a gazdaállat szőrében.

## Életmódja
Az emberbolha az emberi településeket kedveli. A lárvák elhalt szerves anyagokkal táplálkoznak, a bolhák vért szívnak.
Élettartama: 2 hónap - 1 év.
Az emberbolha 35 centiméter távolra és 20 centiméter magasra képes ugrani, tehát százszor akkora távolságra, mint a saját testhosszúsága. Ezzel a macskabolha (Ctenocephalides felis) után, az állatvilág - saját testméretéhez képest - legnagyobbat ugró tagja. A nagyobb testű ugrólábas rovarokkal ellentétben, egymás után többet is tud ugrani.

## Szaporodása
A nőstény legfeljebb 400 petét rak. A lárvák kicsik, kukacszerűek, lábatlanok; repedésekben, padlórésekben, tapéták alatt és más hasonló rejtekhelyeken fejlődnek. Kedvező feltételek esetén (meleg és száraz környezet) évente több nemzedék is megjelenik.